# اکنون شگفت‌انگیز
اکنون شگفت‌انگیز (به انگلیسی: The Spectacular Now) یک فیلم در ژانر بلوغ و کمدی-درام رمانتیک آمریکایی، به کارگردانی جیمز پانسولت و محصول سال ۲۰۱۳ میلادی می‌باشد.
فیلم برگرفته از رمانی به همین نام است و برای اوّلین بار در جشنوارهٔ ساندنس ۲۰۱۳ اکران شد و نظر مثبت عموم را برانگیخت.

## داستان
ساتر کیلی (مایلز تلر) پسر نوجوانی است که از زندگی اش رضایت کامل دارد، مشکل او این است که هدفی را در زندگی اش دنبال نکرده‌است. اما زمانی که ساتر کیلی با دوست دختر (شایلین وودلی) عجیب و غریب خود مواجه می‌شود، فلسفه زندگی اش تغییر می‌کند.